# Erik Ahlström (ishockeyspelare)
Erik Ahlström, född 27 februari 1964, är en svensk före detta professionell ishockeyspelare (forward). Hans moderklubb är Norsborgs IF.
Erik är far till tvillingarna Oscar och Victor Ahlström, som också är ishockeyspelare.

## Extern länk
- Presentation och statistik för Erik Ahlström som spelare  på Elite Prospects.